# Дублирање
Дублирање је у породичној групној терапији и социјалном групном раду уопште, техника у којој члан глуми „алтер его” протагонисте. Дублер може интерпретирати информације које би протагониста прикрио. Дублирање се посебно користи у психодрами.